# Clausus
 (juin 2017).
Si vous disposez d'ouvrages ou d'articles de référence ou si vous connaissez des sites web de qualité traitant du thème abordé ici, merci de compléter l'article en donnant les références utiles à sa vérifiabilité et en les liant à la section « Notes et références ».
Dans l' Énéide, Clausus est le jeune prince des Sabins.
Clausus est l'un des plus importants alliés de Turnus dans la guerre contre Enée. Il tue plusieurs ennemis, compris le fort guerrier troyen Dryops.
La Gens Claudia descend de lui.